# ملكة جمال الكون 1958
ملكة جمال الكون 1958 هي مسابقة ملكة جمال الكون السابعة في تاريخ مسابقة ملكة جمال الكون منذ انطلاقتها عام 1952، عقدت المسابقة في 25 يوليو 1958 في قاعة مركز لونغ بيتش للمؤتمرات والترفيه في لونغ بيتش ، كاليفورنيا ، الولايات المتحدة. وتنافسة 36 ، في نهاية الحدث توجت ملكة جمال كولومبيا لوز مارينا زولواغا ، البالغة من العمر 19 عامًا بالمنافسة، توجت من قبل غلاديس زندر من بيرو.

## النتائج

### المراكز النهائية
| النتائج النهائية     | المتنافسة |
| -------------------- | --- |
| ملكة جمال الكون 1958 | - كولومبيا - لوز مارينا زولواغا † |
| الوصيفة الأولى       | - البرازيل - ادالغيسا كولومبو |
| الوصيفة الثانية      | - هاواي - جيري هوو |
| الوصيفة الثالثة      | - الولايات المتحدة - أورلين هويل |
| الوصيفة الرابعة      | - بولندا - أليسيا بوبروسكا |

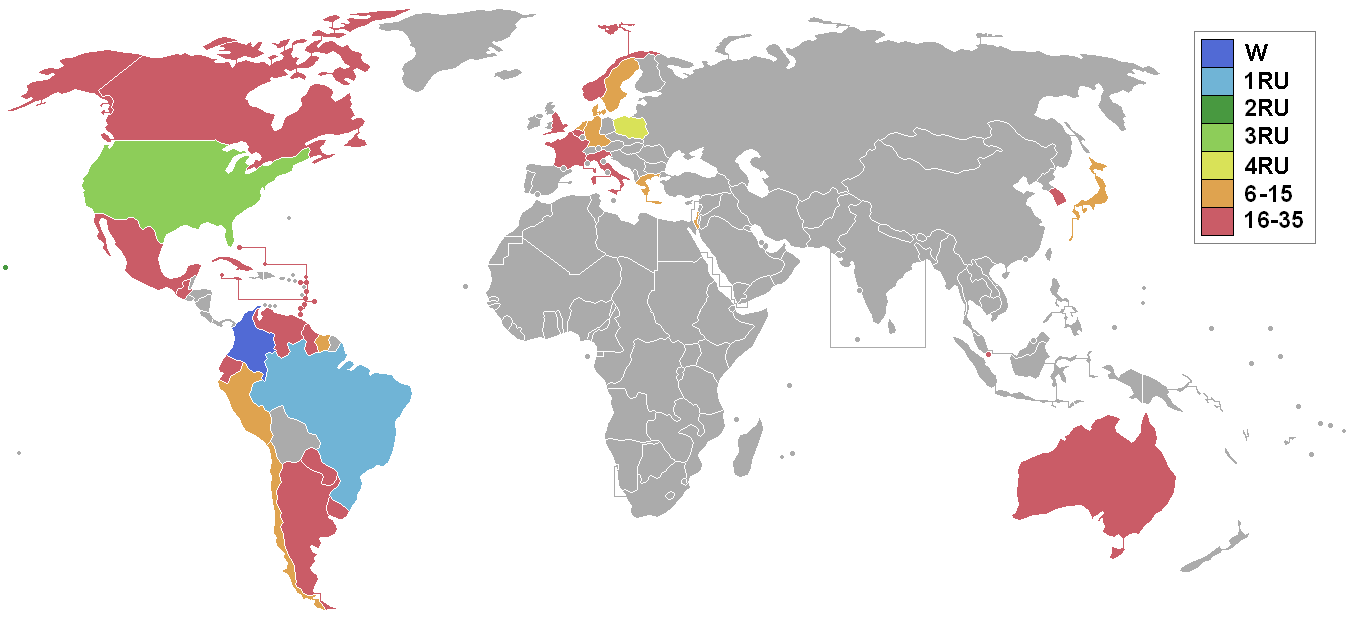
ملكة جمال الكون 1958 الدول المشاركة والنتائج

| أفضل 15              | - تشيلي - راكيل مولينا اوروتيا - الدنمارك - إيفي نورلوند - ألمانيا - مارليس جونج بيرينز - اليونان - ماريلي كاليموبولو - هولندا - كورين روتشافر - إسرائيل - ميريام هدار - اليابان - توموكو موريتاكي - بيرو - بياتريز بولوارت - سورينام - جيرترود غيملز - السويد - بيرجيتا إليزابيث غاردمان |

## المتسابقات
- ألاسكا - إليانور موسى
- الأرجنتين - سيلينا مرسيدس أيالا
- أستراليا - أستريد تاندا ليندهولم
- بلجيكا - ليليان تيلمانز
- البرازيل - أدالجيسا كولومبو
- غيانا البريطانية - كليو فرنانديز
- كندا - إيلين سيندي كونروي
- تشيلي - راكيل مولينا أوروتيا
- كولومبيا - لوز مارينا زولواغا
- كوستاريكا - يوجينيا ماريا فالفيردي جوارديا
- كوبا - أرمينيا بيريز إي غونزاليس
- الدنمارك - إيفي نورلوند
- الإكوادور - أليسيا فاليجو إلوري
- إنجلترا - دوروثي هاز الدين
- فرنسا - مونيك بولينجيز
- ألمانيا - مارليس جونج بيرينز
- اليونان - ماريلي كاليموبولو
- غواتيمالا - مايا غلينز
- هاواي - جيري هو
- هولندا - كورين روتشافر
- إسرائيل - ميريام هدار
- إيطاليا - كلارا كوبيلا
- اليابان - توموكو موريتاكي
- كوريا - أوه جيوم-سون
- المكسيك - إلفيرا ليتيسيا ريسر كوريدور
- النرويج - غريتا أندرسن
- باراغواي - غراسيلا سكورزا ليغويزامون
- بيرو - بياتريز بولوارت
- بولندا - أليسيا بوبرزوفكا
- سنغافورة - ماريون ويليس
- سورينام - جيرترود جوميلز
- السويد - بيرجيتا إليزابيث غاردمان
- الأوروغواي - إيرين أوغستينياك
- الولايات المتحدة - أورلين هويل
- فنزويلا - إيدا مارغريتا بيري
- جزر الهند الغربية - أنجيلا تونغ

## الروابط الخارجية
- موقع ملكة جمال الكون الرسمي